# Comeragh Mountains
Die Comeragh Mountains (irisch Sléibhte an Chomaraigh) sind ein Gebirgszug im Südosten von Irland.
Dabei sind die Berge der südlichen Hälfte genau genommen die Monavullagh Mountains (Móin an Mhullaigh); sie werden jedoch meist mit den Comeragh Mountains zusammengefasst.

## Lage
Das gesamte Gebirge liegt im County Waterford. Es erstreckt sich vom Ufer des Flusses Suir gegenüber den Städten Clonmel und Carrick-on-Suir circa 25 km nach Süden.

## Beschreibung
Es gibt kaum hervorgehobene Gipfel, vielmehr handelt es sich um ein (meist wegen des Moores) sehr feuchtes Hochplateau. Für Wanderungen sind die Ränder interessant, die an steilen Abhängen vorbeiführen. In diese sind tiefe, an den Enden runde Täler eingeschnitten. Die irische Bezeichnung dafür ist com (im englischen coombe oder coomb), die in verschiedenen Schreibweisen in mehreren Namen auftaucht.
Der höchste Punkt mit 792 m ist zwar als Fauscoum bekannt; dieser Name taucht auf der offiziellen Karte des Ordnance Survey Ireland (OSI) nicht auf; hier ist lediglich ohne Name die Höhenangabe angegeben. Ebenfalls haben die Nebengipfel des Coumfea keine eigene Bezeichnung.

## Höchste Punkte
geordnet nach Höhe:
- Fauscoum, Fáschom (792 m – County Top)
- Carricknagower, Carraig na nGabhar (767 m)
- Knockanaffrin, Cnoc an Aifrinn (755 m)
- Coumfea, Com Fia (744 m)
- Coumfea North Top, Com Fia (730 m)
- Seefin, Mullach Suí Finn (726 m) (Monavullagh Mountains)
- Coumfea West Top, Com Fia (711 m)
- Knocksheegowna, Cnoc Suí Ghamhna (678 m)
- Coumaraglin Mtn., Sliabh Chom Airglinn (617 m) (Monavullagh Mountains)
- Laghtnafrankee, Leacht na Francaí  (520 m)

## Sehenswürdigkeiten
- Mahon Falls (Easanna na Machan), ein 80 m hoher Wasserfall, der in Kaskaden vom Plateau in das Tal hinabstürzt.

- Coumshingaun (Loch Chom Seangán), ein während der letzten Eiszeit durch Erosion geformter See am Ende eines runden Tales in der Form eines Amphitheaters.

## Bilder

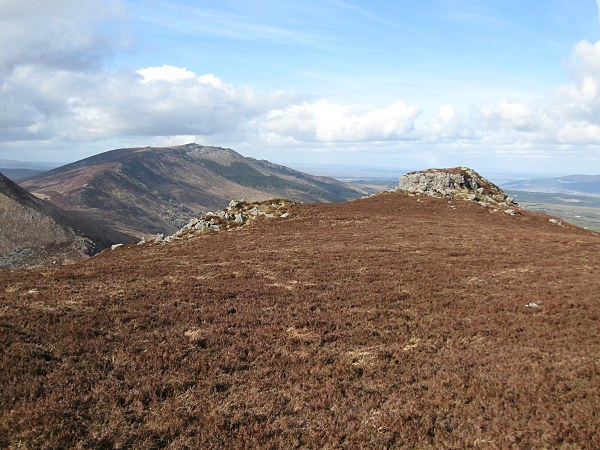
Plateau der Comeraghs
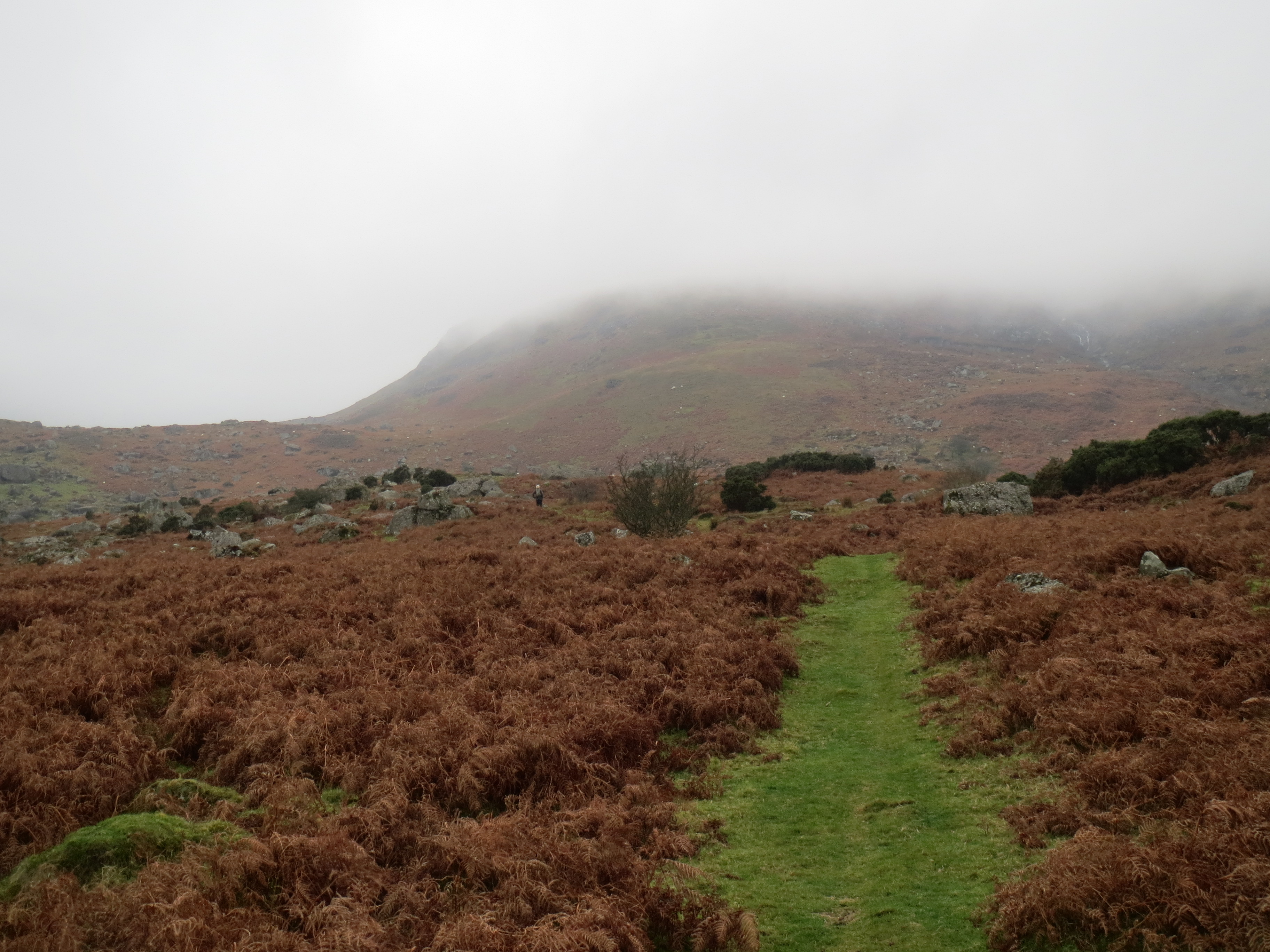
Comeraghs nahe dem Coumshingaun Lough
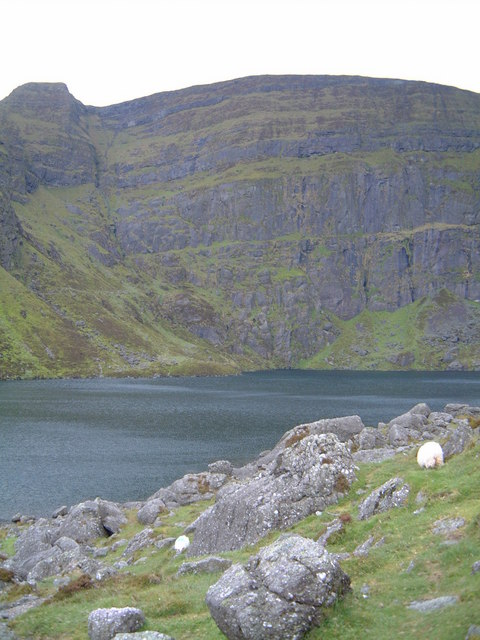
Coumshingaun Lough
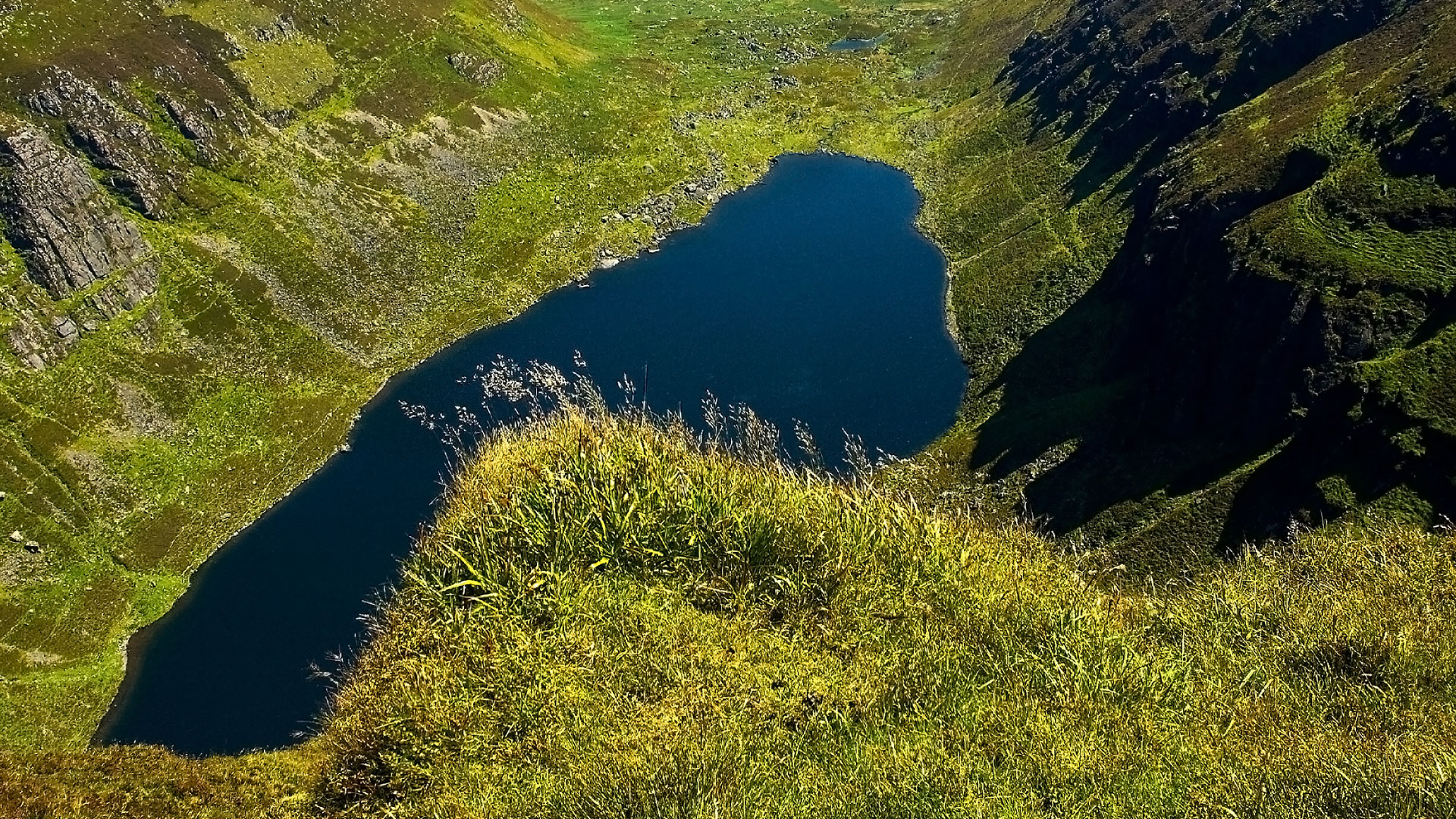
Coumshingaun Lough von oben
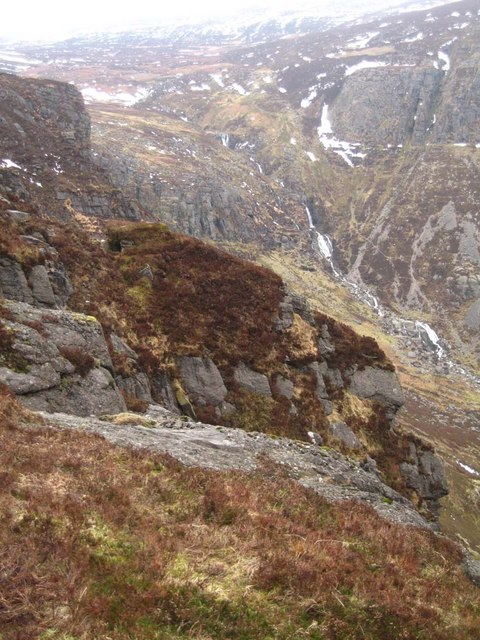
Mahon Wasserfall